# Gerbillus grobbeni
Il Gerbillus grobbeni è una specie di gerbillo diffusa principalmente in Cirenaica, nella zona di Derna.
Si presuppone che allo stato selvatico non ne sopravvivano più di 250 individui.